# Provincia Java de Vest
Java de Vest (Java Barat) este o provincie situată pe insula Java, Indonezia. Ea se mărginește la est cu provincia Java Centrală (Java Tengah), iar la vest cu orașul Jakarta și provincia Banten, care în anul 2000 a fost separată de Java Barat. Provincia are o populație cu o densitate mare de 1.003 loc/km² care este compusă în majoritate din javanezi care sunt într-un procent de 94 % de religie islamică. Orașele mai mari din provincie sunt:  Bandung, Bogor, Bekasi și Cirebon care a fost capitală de sultanat. Java de Vest este o regiune intens industrializată fiind profilată mai ales pe industria petrolieră și textilă. Turismul joacă de asemenea un rol important în provincie, ca puncte atracție se poate aminti ștrandurile de pe coasta de nord și de sud ca și grădina botanică din Bogor. 

## Istoric
Intre secolele XV și XVI regiunea a fost islamizată aparținând până la sosirea coloniștilor olandezi de sultanatul Mataram. Capitala provinciei Bandung aparține din anul 1677 de colonia olandeză, iar în timpul celui de al doilea război mondial este sub ocupație japoneză. In anul 1949 Java Barat este declarată provincie independentă a Indoneziei.